# INO80E
INO80E (англ. INO80 complex subunit E) – білок, який кодується однойменним геном, розташованим у людей на 16-й хромосомі. Довжина поліпептидного ланцюга білка становить 244 амінокислот, а молекулярна маса — 26 478.
| 10         |  | 20         |  | 30         |  | 40         |  | 50         |
| ---------- |  | ---------- |  | ---------- |  | ---------- |  | ---------- |
| MNGPADGEVD |  | YKKKYRNLKR |  | KLKFLIYEHE |  | CFQEELRKAQ |  | RKLLKVSRDK |
| SFLLDRLLQY |  | ENVDEDSSDS |  | DATASSDNSE |  | TEGTPKLSDT |  | PAPKRKRSPP |
| LGGAPSPSSL |  | SLPPSTGFPL |  | QASGVPSPYL |  | SSLASSRYPP |  | FPSDYLALQL |
| PEPSPLRPKR |  | EKRPRLPRKL |  | KMAVGPPDCP |  | VGGPLTFPGR |  | GSGAGVGTTL |
| TPLPPPKMPP |  | PTILSTVPRQ |  | MFSDAGSGDD |  | ALDGDDDLVI |  | DIPE       |

A: Аланін

C: Цистеїн

D: Аспарагінова кислота

E: Глутамінова кислота

F: Фенілаланін

G: Гліцин

H: Гістидин

I: Ізолейцин

K: Лізин

L: Лейцин

M: Метіонін

N: Аспарагін

P: Пролін

Q: Глутамін

R: Аргінін

S: Серин

T: Треонін

V: Валін

Задіяний у таких біологічних процесах, як транскрипція, регуляція транскрипції, пошкодження ДНК, репарація ДНК, рекомбінація ДНК, альтернативний сплайсинг. 
Локалізований у ядрі.